# Hélène Pelosse
Hélène Pelosse, née le 5 mars 1970 à Montréal au Canada est une haute fonctionnaire française. De 2007 à 2009, elle est directrice adjointe au sein du cabinet du ministre de l’Écologie, Jean-Louis Borloo. En juin 2009, elle est élue directrice générale de Agence internationale des énergies renouvelables (IRENA) dont elle a contribué à la création. Après avoir démissionné de ce poste en octobre 2010, elle revient dans son administration d'origine où elle est promue inspectrice générale des finances en 2011. Ses prises de position complotistes, en relation avec sa participation au film Les Survivantes de Pierre Barnérias, conduisent son administration à lui suggérer d'abandonner en juin 2024 sa nouvelle mission de médiatrice des ministères économiques et financiers.

## Biographie

### Jeunesse et formation
Elle est la fille de Michel Pelosse, ingénieur, et de Cécile Cornut, professeure dans l'enseignement secondaire.
Elle fait ses études à l'ESSEC et à l'Institut d'études politiques de Paris. Elle est licenciée en histoire et titulaire d'une maîtrise de droit public. Elle intègre l'École nationale d’administration (ENA) en 1994 (promotion Victor Schoelcher).

### Vie privée
Mariée à un chercheur dans le domaine de l'environnement, elle est mère de trois enfants.

### Parcours professionnel
À sa sortie de l'ENA, elle est nommée à l'Inspection des finances où elle travaille de 1996 à 1998 sur le dossier du passage de la France à l’euro[réf. nécessaire]. Au sein du groupe Saint-Gobain aux États-Unis, elle est directrice de la stratégie et de la planification, puis chargée de mission entre 1999 et 2001. 
De 2001 à 2006, elle occupe le poste de conseillère financière au Secrétariat général des affaires européennes (SGAE). Au sein de cet organisme, elle est chargée en 2006 du secteur des Relations extérieures de l’Union européenne.
De 2006 à 2007, elle est détachée par la France comme conseillère au cabinet de la chancelière Angela Merkel durant la présidence allemande de l’UE. Elle est membre du comité de pilotage contribuant à développer les objectifs de l’UE en matière d'efficacité énergétique, d'énergies renouvelables et d'émissions de gaz à effet de serre. De 2007 à 2009, elle est directrice adjointe chargée des relations internationales du cabinet de Jean-Louis Borloo, ministre de l’Écologie, de l’Énergie, du Développement durable et de l’Aménagement du territoire,. À ses côtés, elle travaille au Grenelle de l'environnement.

#### Directrice de l'Agence internationale des énergies renouvelables (IRENA)
En juin 2009, Hélène Pelosse est élue directrice générale de l'IRENA, agence qu'elle a contribué à créer, dont le siège est à Abou Dabi,,,. Elle quitte ses fonctions en octobre 2010. Dans une interview au journal Le Monde le 30 octobre 2010, elle dit avoir été contrainte à la démission sous la pression des Émirats arabes unis et avoir fait l'objet d'intimidations,. Son nom à la tête de l'IRENA est cité dans un câble diplomatique publié par WikiLeaks. Les raisons de son départ prématuré n'ont pas été données officiellement par l'agence. Elles seraient liées au refus d'Hélène Pelosse d'inclure le nucléaire parmi les énergies renouvelables, contre la volonté des Émirats arabes unis, et à des luttes de pouvoir en coulisses avec le sultan Al-Jaber.

#### Retour à l'Inspection générale des Finances
Promue inspectrice générale des finances en 2011, elle pilote notamment plusieurs missions sur « la mise en place d’une fiscalité incitative dans le domaine des produits phytosanitaires » et « le financement de l’insertion par l’activité économique ». Elle est nommée le 28 juin 2024 médiatrice des ministères économiques et financiers pour une durée de trois ans,. Des agents de son nouveau service alertent son administration sur ses prises de position complotistes en relation avec sa participation au film Les Survivantes de Pierre Barnérias. Sa hiérarchie lui suggère d'abandonner cette mission. Son arrêté de nomination est abrogé le 4 juillet 2024,.

## Filmographie
- 2024, Film documentaire, Les Survivantes, de Pierre Barnérias